# Stasys Šedbaras

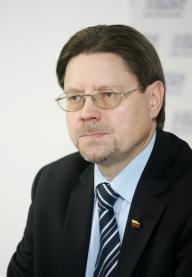
Stasys Šedbaras

Stasys Šedbaras (* 10. Februar 1958 in Tūjainiai, Rajongemeinde Šilalė) ist ein litauischer Jurist und konservativer Politiker, seit März 2023 Verfassungsrichter.

## Biographie
Nach dem Abitur 1975 an der Mittelschule Kaltinėnai bei Šilalė absolvierte Stasys Šedbaras 1981 das Diplomstudium der Rechtswissenschaften an der Rechtsfakultät der Universität Vilnius mit Auszeichnung und arbeitete als Jurist und danach als Angestellter in der Staatsanwaltschaft Vilnius. 2005 promovierte er in den Rechtswissenschaften an der MRU-Universität und arbeitete danach auch als Rechtswissenschaftler in Vilnius.
Von 1992 bis 1993 war er stellvertretender Justizminister von Litauen und von November 1998 bis 1999 war er Innenminister von Litauen, von 1993 bis 1996 war er Richter des Litauischen Verfassungsgerichts (Lietuvos Respublikos Konstitucinis Teismas). Von 1989 bis 1992 war er Richter des Litauischen Obersten Gerichts (Lietuvos Aukščiausiasis Teismas), 1999 Gerichtspräsident von Aukštesnysis administracinis teismas und von 1996 bis 1998, von 2000 bis 17. November 2008 Rechtsanwalt. Von 2008 bis März 2023 war er Mitglied des Seimas, Vorsitzender des Rechtsausschusses. Seit März 2023 ist Richter am Verfassungsgericht der Republik Litauen.
Ab 2000 lehrte er als Dozent Verwaltungsrecht an der MRU-Universität. Von 2006 bis 2008 war er Direktor des Instituts für Recht der Vytautas-Magnus-Universität Kaunas.
Stasys Šedbaras ist verheiratet, mit seiner Frau hat er zwei Söhne und eine Tochter.

## Auszeichnungen
- Offizier des Ordens des litauischen Großfürsten Gediminas, 1996